# Lophidium latifolium
Lophidium latifolium là một loài dương xỉ trong họ Schizaeaceae. Loài này được Rich. mô tả khoa học đầu tiên năm 1792.
Danh pháp khoa học của loài này chưa được làm sáng tỏ. 